# Midland (circonscription électorale)
Pour les articles homonymes, voir Midland.
Circonscription électorale provinciale du Canada
Midland est une circonscription électorale provinciale du Manitoba (Canada). La circonscription a été créée en 2008 et a donc son premier député depuis l'élection générale de 2011.

## Liste des députés
| Midland | Midland           | Midland                   | Midland        | Midland     | Midland |
| Nom     | Nom               | Parti                     | Mandat         | Législature |         |
| ------- | ----------------- | ------------------------- | -------------- | ----------- | ------- |
|         | Blaine Pedersen   | Progressiste-conservateur | 2011 - 2016    | 40e         |         |
|         | Blaine Pedersen   | Progressiste-conservateur | 2016 - 2019    | 41e         |         |
|         | Blaine Pedersen   | Progressiste-conservateur | 2019 - 2023    | 42e         |         |
|         | Lauren Stone (en) | Progressiste-conservateur | 2023 - présent | 43e         |         |